# El igualitarismo como revuelta contra la naturaleza
El igualitarismo como revuelta contra la naturaleza y otros ensayos es un libro que presenta algunas de las teorías más avanzadas y radicales del anarquista liberal Murray Rothbard sobre temas que inciden en la libertad humana. 

## Sumario
Publicado por primera vez en 1974, este volumen va más allá de la división convencional del pensamiento entre izquierda y derecha, por lo tanto, contribuye a las bases para el actual desafío intelectual contra la centralización de la gestión económica y social. 
El título del libro proviene de la iniciativa del ensayo, que sostiene que la teoría igualitaria siempre se traduce en una política de control estatista porque se asienta en la revuelta contra la estructura ontológica de la realidad misma. Según Rothbard afirma en este ensayo, los intelectuales estatistas intentan sustituir lo que existe con una imagen romántica de un estado de naturaleza primitivo e idealizado, un ideal que no puede y no debe llevarse a cabo, de acuerdo con Rothbard. Las implicaciones de este punto las trabaja en temas tales como la economía de mercado, los derechos del niño, el ambientalismo, el feminismo, la política exterior, la redistribución y otros. 
Roy Childs escribe en el prólogo: 

Hasta que el trabajo de Rothbard sea estudiado cuidadosamente por todos los defensores de la libertad, el valor de sus contribuciones al sistema libertario no puede ser plenamente apreciado y, 
además, la unidad y el verdadero contexto histórico del libertarismo no puede ser plenamente comprendido.

## Contenido
- Prefaces
  - Introduction to the Second Edition, by David Gordon (2000)
  - Introduction to the First Edition, by Murray Rothbard (1974)
  - Foreword to the 1974 Edition, by Roy A. Childs, Jr. (Full text in HTML)
- Egalitarianism as a Revolt Against Nature (Full chapter text in HTML format)
- Left and Right: The Prospects for Liberty (en español Izquierda y derecha: las posibilidades para la libertad)
- The Anatomy of the State (Full chapter text in HTML format) (en español Anatomía del Estado)
- Justice and Property Rights
- War, Peace, and the State
- The Fallacy of the Public Sector
- Kid Lib
- The Great Women's Liberation Issue: Setting it Straight
- Conservation in the Free Market
- The Meaning of Revolution
- National Liberation
- Anarcho-Communism (en español Anarcocomunismo, originalmente titulado El deseo de morir de los anarcocomunistas)
- The Spooner-Tucker Doctrine: An Economist's View (en español La doctrina Spooner-Tucker)
- Ludwig von Mises and the Paradigm for Our Age
- Why Be Libertarian?
- Freedom, Inequality, Primitivism, and the Division of Labor (Full chapter text in HTML format) Link also includes a 6-part postscript (Introduction and parts I-V) written circa 1991.

## Historia de la publicación
- Auburn, Alabama: Ludwig von Mises Institute. 2000. Paperback. ISBN 0-945466-23-4.
- Washington D. C.: Libertarian Review Press. June 1974.